# Robert Bloch
Robert Albert Bloch (5. dubna 1917, Chicago, Illinois – 23. září 1994, Los Angeles, Kalifornie) byl americký spisovatel science fiction, fantasy, horrorů a thrillerů. Je řazen k autorům tzv. Zlatého věku sci-fi.

## Život
Narodil se roku 1917 v Chicagu v německo-židovské rodině bankovního pokladníka, ale vyrůstal v Maywoodu (město v Metropolitní oblasti Chicaga), kam se jeho rodina přestěhovala, když mu bylo pět let. Roku 1929 přišel jeho otec o práci a celá rodina se přestěhovala do Milwaukee ve Wisconsinu, kde jeho matka pracovala jako sociální pracovnice. Studoval zde na Lincoln High School, kde se seznámil se svým životním přítelem Haroldem Gauerem. Roku 1933 si začal dopisovat se svým literární vzorem H. P. Lovecraftem. Školu absolvoval roku 1934 a v tom samém roce publikoval v poloprofesionálním magazínu Marvel Tales svou první povídku Lilies (Lilie). V letech 1935–1945 pak publikoval více než sto fantastických a hororových povídek v různých časopisech, jako např. Weird Tales nebo Fantastic Adventures, některé z nich společně s jinými autory a mnoho z nich pod různými pseudonymy.
Jeho prvním románem byl thriller The Scarf (1947, Šátek), ve kterém popisuje myšlení psychopata, jehož zálibou je vraždění žen. Povídka That Hell-Bound Train (1958, Vlak do pekla)) obdržela cenu Hugo. Velikou pozornost čtenářů mu přineslo filmové zpracování jeho hororu Psycho (1959) režiséra Alfreda Hitchcocka, ke kterému napsal dvě pokračování a které mu zajistilo místo scenáristy v Hollywoodu. Některé své scénáře později přepracoval do románové podoby. Románem Strange Eons (1978, Podivný věk) se zařadil mezi pokračovatele Lovecraftova Mýtu Cthulhu. Za celý svůj život napsal na 400 povídek, dvacet románů a mnoho filmových scénářů. Zemřel roku 1994 na rakovinu.

## Dílo

### Romány

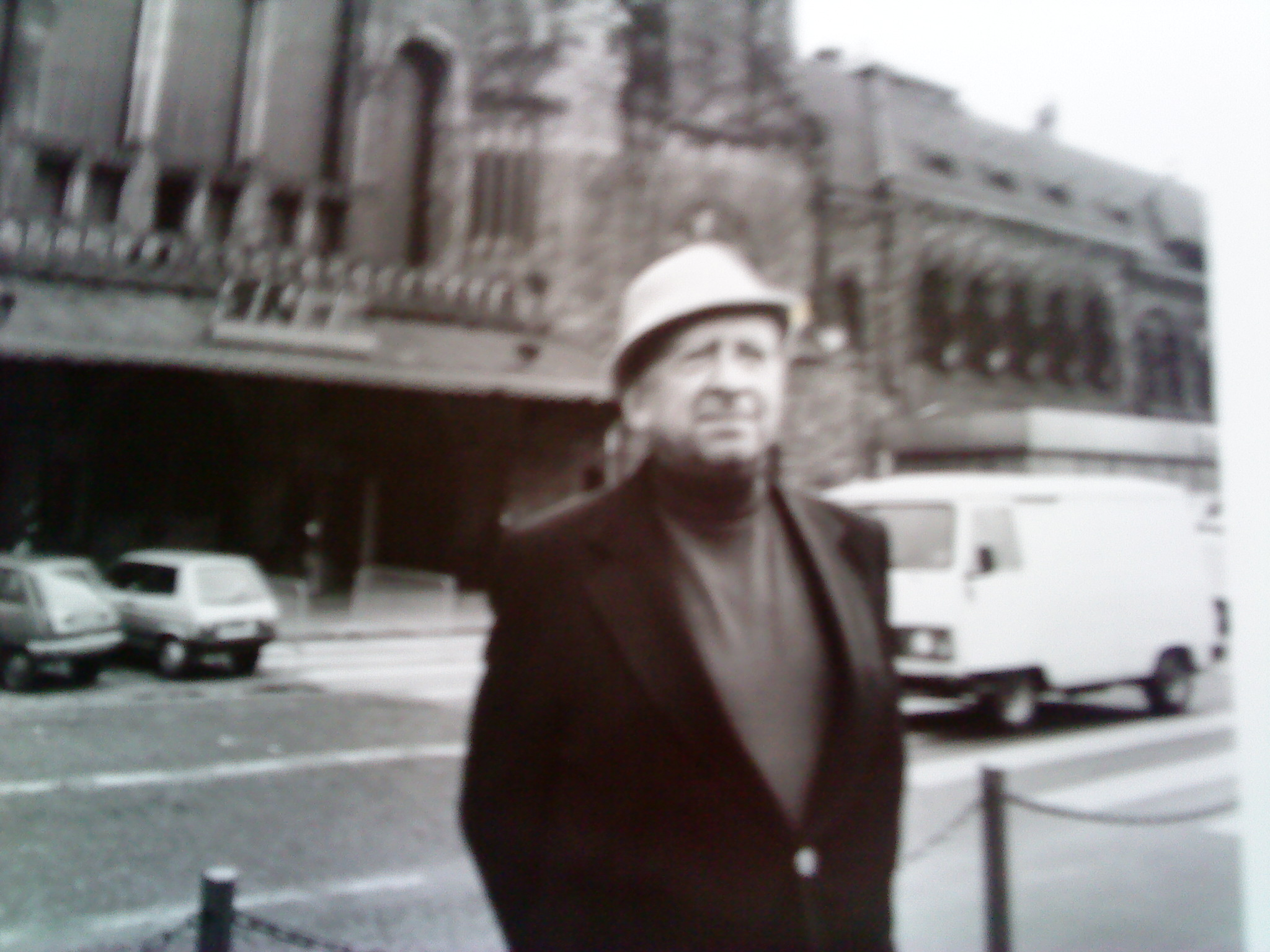
Robert Bloch roku 1985

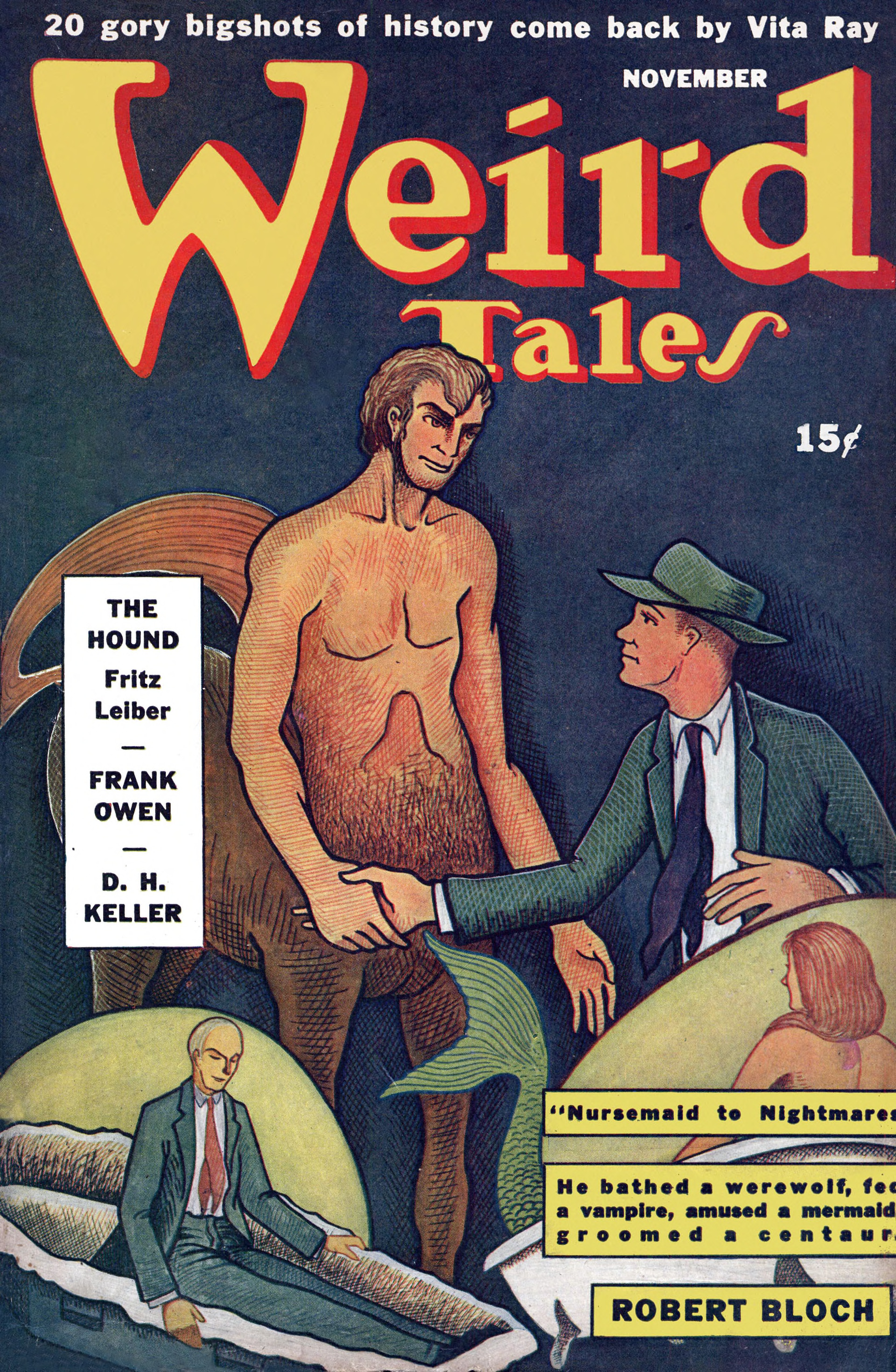
Obálka časopisu Weird Tales z roku 1942 obsahující Blochovu povídku Nursemaid to Nightmares

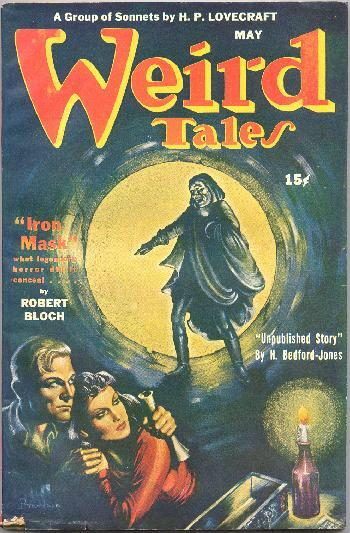
Obálka časopisu Weird Tales z roku 1944 obsahující Blochovu povídku Iron Mask

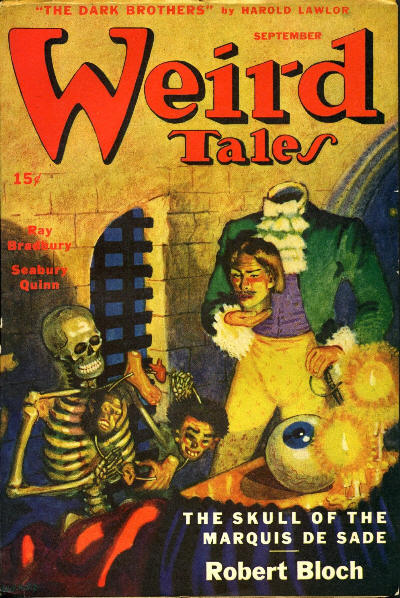
Obálka časopisu Weird Tales z roku 1945 obsahující Blochovu povídku The Skull of the Marquis de Sade

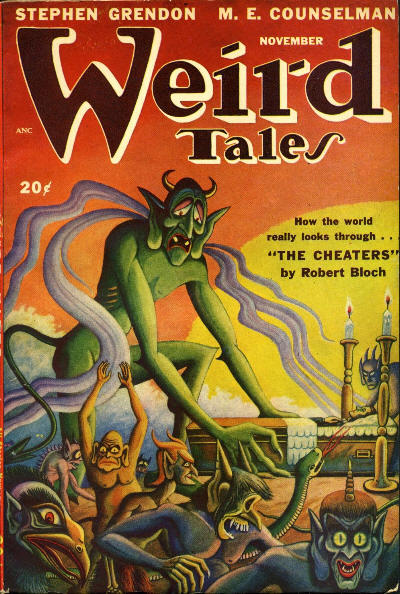
Obálka časopisu Weird Tales z roku 1947 obsahující Blochovu povídku The Cheaters

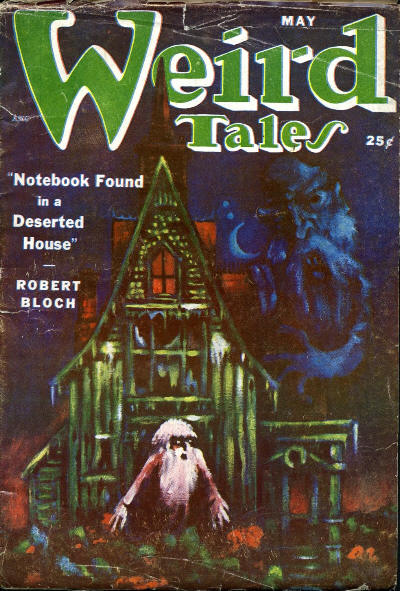
Obálka časopisu Weird Tales z roku 1951 obsahující Blochovu povídku Notebook Found in a Deserted House

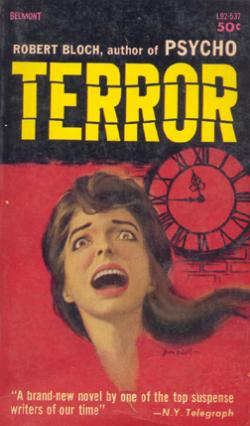
Obálka románu Terror (1962)

- In the Land of Sky-Blue Ointments (1938), společně s Haroldem Gauerem, nepublikováno, některé postavy a epizody z této knihy použil Bloch ve svých pozdějších povídkách.[5]
- Nobody Else Laughed (1939), společně s Harold Gauerem)[5]
- The Scarf (1947, přepracováno roku 1986, Šátek), thriller o psychopatickém spisovateli, který používá skutečné ženy jako modely pro své postavy. Ale jakmile psaní příběhu dokončí, je nucen je zavraždit, a to vždy stejným způsobem: hnědým šátkem, který měl od dětství.
- Spiderweb (1954, Pavučina).
- The Kidnapper (1954, Únosce).
- The Will to Kill (1954, Vůle zabíjet).
- Big Binge (časopisecky 1955, Velký flám), příběh studenta cítícího beznaděj, který podstoupí nebezpečnou léčbu, která má změnit jeho mysl. Knižně vydáno roku 1971 pod názvem It's All in Your Mind (Je to všechno v tvé mysli).
- Shooting Star (1958)
- This Crowded Earth (časopisecky 1958, knižně 1968), temný dystopický román.
- Sneak Preview (časopisecky 1959, knižně 1971), dystopický román.
- Psycho (1959), příběh šíleného majitele motelu Normana Batese, který vraždí své hosty.
- The Dead Beat (1960).
- Firebug (1961, Pyroman).
- The Couch (1962), podle vlastního filmového scénáře.
- Terror (1962).
- The Night Walker (1964, Noční chodec), podle vlastního filmového scénáře.
- Ladies Day (1968), dystopický román.
- The Star Stalker (1968).
- The Todd Dossier (1969).
- Night World (1972, Noční svět)
- Asylum (1972, Ústav), podle vlastního filmového scénáře.
- American Gothic (1974, Americká gotika), psychologický horor o šíleném chirurgovi napsaný na základě skutečného příběhu masového vraha H. H. Holmese.[6]
- Strange Eons (1978, Podivný věk), román patřící do Lovecraftova Mýtu Cthulhu, ve kterém vylíčil Bloch dílo H. P. Lovecrafta jako zcela oprávněné varování lidstvu před bytostmi, které se blíží, aby s námi skoncovaly.[7]
- There Is a Serpent in Eden (1979), roku 1981 vydáno pod názvem The Cunning.
- Psycho II (1982), Bates je považován za téměř vyléčeného až do chvíle, kdy zavraždí mladou jeptišku a uprchne z psychiatrické léčebny v jejích šatech.
- Night of the Ripper (1984, Rozparovačova noc), thriller odehrávající se za vlády královny královny Viktorie a líčící vyšetřování inspektora Abberlineho při pokusu dopadnout Jacka Rozparovače.
- Unholy Trinity (1986), společné vydání románů The Scarf, The Couch a The Dead Beat.
- Lori (1989), hrdinka románu objevuje svou pravou totožnost poté, co ztratila rodinu a domov.
- Screams: Three Novels of Suspense (1989), společné vydání románů The Will to Kill, Firebug a The Star Stalker.
- Psycho House (1990, česky jako Psycho III), Batesův motel se stává turistikou atrakcí obydlenou umělými dvojníky (figurínami) Normana Batese a jeho matky. Je v něm však nalezena zkrvavená mrtvola mladé dívky.
- The Jekyll Legacy (1991, Jekyllův odkaz), společně s Andre Norton, román navazující na novelu Podivný případ Dr. Jekylla a pana Hyda od Roberta Louise Stevensona.

### Povídkové sbírky
- The Opener of the Way (1945), sbírka hororových a fantasy povídek.
- Sea-Kissed (1945).
- Terror in the Night and Other Storiea (1958).
- Pleasant Dreams (1960), sbírka obsahuje povídku That Hell-Bound Train (Vlak do pekla)), která obdržela cenu Hugo.
- Nightmares (1961).
- Blood Runs Cold (1961).
- More Nightmares (1961).
- Atoms and Evil (1962).
- Yours Truly, Jack the Ripper (1962, S úctou váš Jack Rozparovač), roku 1976 vydáno pod názvem The House of the Hatchet (Dům sekery).
- Bogey Men (1963).
- Horror 7 (1963).
- The Skull of the Marquis de Sade (1965, Lebka markýze de Sade)
- Tales in a Jugular Vein (1865, Příběhy krční tepny).
- Chamber of Horrors (1966, Komnata hrůz).
- The Living Demons (1967, Živoucí démoni).
- Dragons and Nightmares (1968)
- Fever Dream and Other Fantasies (1969, Horečnatý sen), společně s Rayem Bradburym.
- Fear Today, Gone Tomorrow (1971).
- The King of Terrors (1977, Král teroru)
- The Best of Robert Bloch (1977), česky jako Vlak do pekla a jiné povídky.
- Cold Chills (1977).
- Out of the Mouths of Graves (1978, Ven chřtány hrobů).
- The Laughter of a Ghoul (1878).
- Such Stuff as Screams Are Made Of (1979).
- Mysteries of the Worm (1981, Mystéria červa), povídky patřící do Lovecraftova Mýtu Cthulhu.
- Twilight Zone: The Movie (1983, Pásmo soumraku), podle scénářů stejnojmenného televizního seriálu.
- Lost in time and space with Lefty Feep (1987).
- Selected Stories of Robert Bloch (1987), tři svazky.
- Fear and Trembling (1989, Strach a chvění)
- Midnight Pleasures (1991).
- The Early Fears (1994).